# 山日YBSグループ
山日YBSグループ（さんにちワイビーエスグループ）は、山梨県の地域メディア・コングロマリットである。

## 概要
山梨日日新聞、山梨放送を中心として15の企業が加盟している。これらの企業の本社の大半は甲府市北口にある山梨文化会館に入っているほか、株式会社山梨文化会館がグループ各社を統括している。
山梨文化会館に設置されている電光掲示板では山梨放送や山梨日日新聞社を中心に番組情報、ニュース、イベント情報などを発信している。
山梨文化会館の構内にはFM甲府の本社も入っている。また、プロサッカークラブ・ヴァンフォーレ甲府を運営するヴァンフォーレ山梨スポーツクラブの筆頭株主でもあり、役員の派遣をはじめ系列会社が各種イベントや広告管理も行っている。
グループの経営は創設時から野口家が一括して経営を行なっており、グループ会社の代表取締役社長の名前は一部企業を除いて野口英一の名前が連なっている。また、野口家は静新SBSグループ（静岡新聞・静岡放送）の大石家と姻戚関係にあるなど友好関係にある。

## 沿革
- 1872年（明治5年） - 書籍商内藤伝右衛門が「峡中新聞」としてとして創刊。その後「甲府新聞」「甲府日日新聞」と改題。
- 1881年（明治5年） - 現在の山梨日日新聞の名称となる。
- 1922年（大正11年） - 野口二郎が社長に就任。以降野口家による支配となる。
- 1940年（昭和15年） - 新聞統制により「峡中日報」「山梨民報」「山梨毎日新聞」などを吸収合併。
- 1945年（昭和20年） - 甲府空襲により社屋と印刷所を焼失。戦後甲府会館を借り、新聞の印刷を再開。
- 1954年（昭和29年） - ラジオ局として「ラジオ山梨」開局。
- 1959年（昭和34年） - 「ラジオ山梨」がテレビ放送を開始。
- 1961年（昭和36年） - 「ラジオ山梨」が「山梨放送」に改称。
- 1966年（昭和41年） - 山梨文化会館竣工。
- 1969年（昭和44年） - 「山梨時事新聞」の株式を取得、これにより山梨時事新聞は廃刊に追い込まれ山梨1紙独占体制となる。

## 山日YBSグループ企業
| 企業名                                     | 設立   | 業態                             |
| ------------------------------------------ | ------ | -------------------------------- |
| 山梨日日新聞社                             | 1872年 | 地方新聞社                       |
| サンニチ印刷                               | 1942年 | 印刷会社                         |
| YBS山梨放送                                | 1954年 | テレビおよびラジオ放送局         |
| 山梨文化会館                               | 1961年 | グループ統括および建物管理       |
| アドブレーン社                             | 1969年 | 広告代理店                       |
| 日本ネットワークサービス （旧NNS甲府CATV） | 1970年 | ケーブルテレビ                   |
| ウインテックコミュニケーションズ           | 1996年 | インターネットサービスプロバイダ |
| ファーストビジョン                         | 1998年 | コマーシャルメッセージの製作     |
| デジタルデビジョン                         | 2000年 | グラフィックデザインの製作       |
| YBS T&L                                    | 2004年 | 旅行会社および保険代理店         |
| 山梨ニューメディアセンター                 | 2005年 | コンピュータ・ソフトウェア       |
| 山梨文化学園                               | -      | カルチャーセンター               |
| 新聞センター                               | -      | 新聞販売店                       |
| 山日リース                                 | -      | リース                           |

過去には山梨テレ通信なども傘下に抱えていた。